# Edmílson
Edmílson, celým vlastním jménem José Edmílson Gomes de Moraes (* 10. července 1976, Taquaritinga) je bývalý brazilský fotbalista, který v letech 2000 až 2007 reprezentoval Brazílii v celkově 39 utkáních.
Hrál na pozici defenzivního záložníka nebo obránce.
Ve dresu Olympique Lyon vyhrál třikrát francouzskou ligu, a to v letech 2002, 2003 a 2004. Ve dresu Barcelony vyhrál v ročníku 2005/06 Ligu mistrů. Španělskou ligu vyhrál ve dvou po sobě jdoucích ročnících – 2004/05 a 2005/06.
V roce 2002 se zúčastnil mistrovství světa, na kterém Brazílie získala zlatou medaili.

## Klubová kariéra

### Olympique Lyon
Ze Santosu odešel v létě 2000 do francouzského Lyonu.
Ve Francii získal tři mistrovské tituly v letech 2002, 2003 a i 2004.

### FC Barcelona
Koncem července 2004 odešel z Lyonu do španělské Barcelony za částku 10 milionů eur.
V novém týmu mu dělala společnost početná skupina dalších Brazilců, např. Ronaldinho, portugalský reprezentant ale brazilský rodák Deco, Belletti, Sylvinho a další.
Poslední tři jmenovaní přišli ve stejné době jako Edmílson, a to v rámci přestavby prováděnou novým trenérem Frankem Rijkaardem. Na začátku října se zranil během zápasu proti Numancii a rozšířil početnou marodku katalánského velkoklubu.
Zmeškal tak celý zbytek sezóny, ve které Barcelona získala mistrovský titul.
V dalším ročníku 2005/2006 zasáhl do 41 soutěžních zápasů a pomohl získat double, tj. vítězství ve španělské lize a rovněž v Lize mistrů.
V rámci Ligy mistrů nastoupil v devíti zápasech, trenér Rijkaard jej nasadil též do finále proti Arsenalu. Odehrál pouze první poločas, do druhého namísto něho nastoupil Iniesta. Barcelona zvítězila 2:1.
Před ročníkem 2007/2008 se o jeho služby ucházel anglický klub Newcastle United, manažer Sam Allardyce ale nakonec přestup neuskutečnil kvůli Edmílsonovu sklonu ke zraněním.
Nový ročník byl pro klub i Edmílsona zklamáním. Byl to jeho čtvrtý a poslední rok za Barcelonu, stejně tak pro trenéra Rijkaarda.

### Villarreal
Jako volný hráč zamířil v květnu 2008 z Barcelony do Villarrealu,
který v poslední sezóně skončil druhý. Do základní sestavy se ale neprobojoval, nastoupil pouze do několika zápasů.

### Palmeiras
Po osmi letech opustil Evropu a vrátil se do Brazílie, kde se upsal Palmeirasu.
Zahrál si na Copě Libertadores, na konci ledna dal gól proti Realu Potosí.
V úvodním skupinovém utkání na půdě LDU Quito vstřelil branku, ale Palmeiras prohrálo 2:3.

### Real Zaragoza
Do Španělska se 33letý Edmílson vrátil v lednu 2010, kdy jakožto volný hráč podepsal kontrakt na pět měsíců s týmem Real Zaragoza. Kontrakt obsáhnul opci na další rok.
Nakonec setrval i pro sezónu 2010/2011. Ve druhém kole La Ligy vstřelil ve 41. minutě branku střelou z 25 metrů, kterou snížil průběžný domácí debakl na 1:5. Zaragoza doma nakonec podlehla Málaze výsledkem 3:5.
Zaragoza se v první lize zachránila, skončila třináctá.

### Ceará
Kariéru zakončil v brazilském celku Ceará.

## Reprezentační kariéra
Edmílson v reprezentaci debutoval pod koučem Luxemburgem 18. července 2000 v kvalifikaci na MS 2002 proti Paraguayi.
V červnu v roce 2001 si zahrál ve čtyřech zápasech na Konfederačním poháru FIFA, kde Brazílie obsadila čtvrté místo.
Edmílson byl trenérem Scolarim nominován na MS 2002. V úvodním utkání proti Turecku (výhra 2:1) hrál ve tříčlenné obraně společně s Lúciem a Roque Júniorem, na krajích pak zahráli Cafú a Roberto Carlos.
Poté co chyběl v utkání proti Číně (výhra 4:0) byl opět nasazen do základní sestavy v utkání proti Kostarice (výhra 5:2). Edmílson jednou skóroval, když ve 37. minutě zvyšoval na 3:0.
Během osmifinálového střetu s Belgií se Edmílson zejména v prvním poločase více pouštěl do útoku, vzdor roli defenzivního štítu.
Brazílie Belgii přehrála a stejně tak Anglii, Turecko a i Německo ve finále. Edmílson ve vyřazovací části odehrál všechny minuty a získal tak zlatou medaili.